# Mariusz Deckert
Mariusz Bernard Deckert (ur. 1970 w Konarach) – polski dziennikarz, publicysta, menadżer mediów i prezes Polskiego Radia Lublin w latach 2006–2010 oraz obecnie od 2016 roku.

## Życiorys
Jest absolwentem wydziału teologii Katolickiego Uniwersytetu Lubelskiego (KUL-Instytut Historii Kościoła) (1994). Ukończył również studia podyplomowe w zakresie administracji i zarządzania na wydziale Prawa i Administracji Uniwersytet im. Marii Curie-Skłodowskiej w Lublinie (2001). 
W latach 1994–2000 był dziennikarzem w Katolickim Radiu Lublin, a potem w Radiu Plus. W latach 2000–2001 pełnił funkcję dyrektora gabinetu wojewody lubelskiego. W latach 2010–2013 pełnił funkcję z-cy redaktora naczelnego w Internetowej Telewizji Lublin. Obecnie jest prezesem Polskiego Radia Lublin, którą to funkcję pełnił pierwszy raz w latach 2006–2010. Ponownie objął to stanowisko w 2016 roku. 
Mariusz Deckert od 2021 zasiada w Radzie Nadzorczej Związku Pracodawców Mediów Radiowych MOC (Media Owners Committee) Radio.

## Nagrody i wyróżnienia
- Brązowy Krzyż Zasługi za zasługi w działalności na rzecz rozwoju dziennikarstwa radiowego (2022)[3].
- Odznaka Honorowa „Zasłużony dla Województwa Lubelskiego” (2022).
- laureat Nagrody ZAiKS-u za popularyzację polskiej muzyki rozrywkowej (2019)[4].